# Conhecimento disperso
O conhecimento disperso em economia, é a noção de que nenhum agente tem informações sobre todos os fatores que influenciam os preços e a produção em todo o sistema.

## Visão geral
Cada agente em um mercado de bens, bens ou serviços possui conhecimento incompleto sobre a maioria dos fatores que afetam os preços nesse mercado. Por exemplo, nenhum agente tem informações completas sobre os orçamentos, preferências, recursos ou tecnologias de outros agentes, para não mencionar seus planos para o futuro e vários outros fatores que afetam os preços nesses mercados.
Os preços de mercado são o resultado da descoberta de preços, em que cada agente que participa do mercado faz uso de seu conhecimento atual e planeja decidir sobre os preços e as quantidades em que opta por transações. Pode-se dizer que os preços e quantidades de transações resultantes refletem o estado atual de conhecimento dos agentes atualmente no mercado, mesmo que nenhum agente individual comande informações sobre todo o conjunto de tais conhecimentos.
Alguns economistas acreditam que as transações de mercado fornecem a base para uma sociedade se beneficiar do conhecimento que está disperso entre seus agentes constituintes. Por exemplo, em seus Princípios de Economia Política, John Stuart Mill afirma que uma das justificativas para uma política de governo laissez faire é sua crença de que indivíduos auto-interessados em toda a economia, agindo independentemente, podem fazer melhor uso do conhecimento disperso do que poderia melhor agência governamental possível.

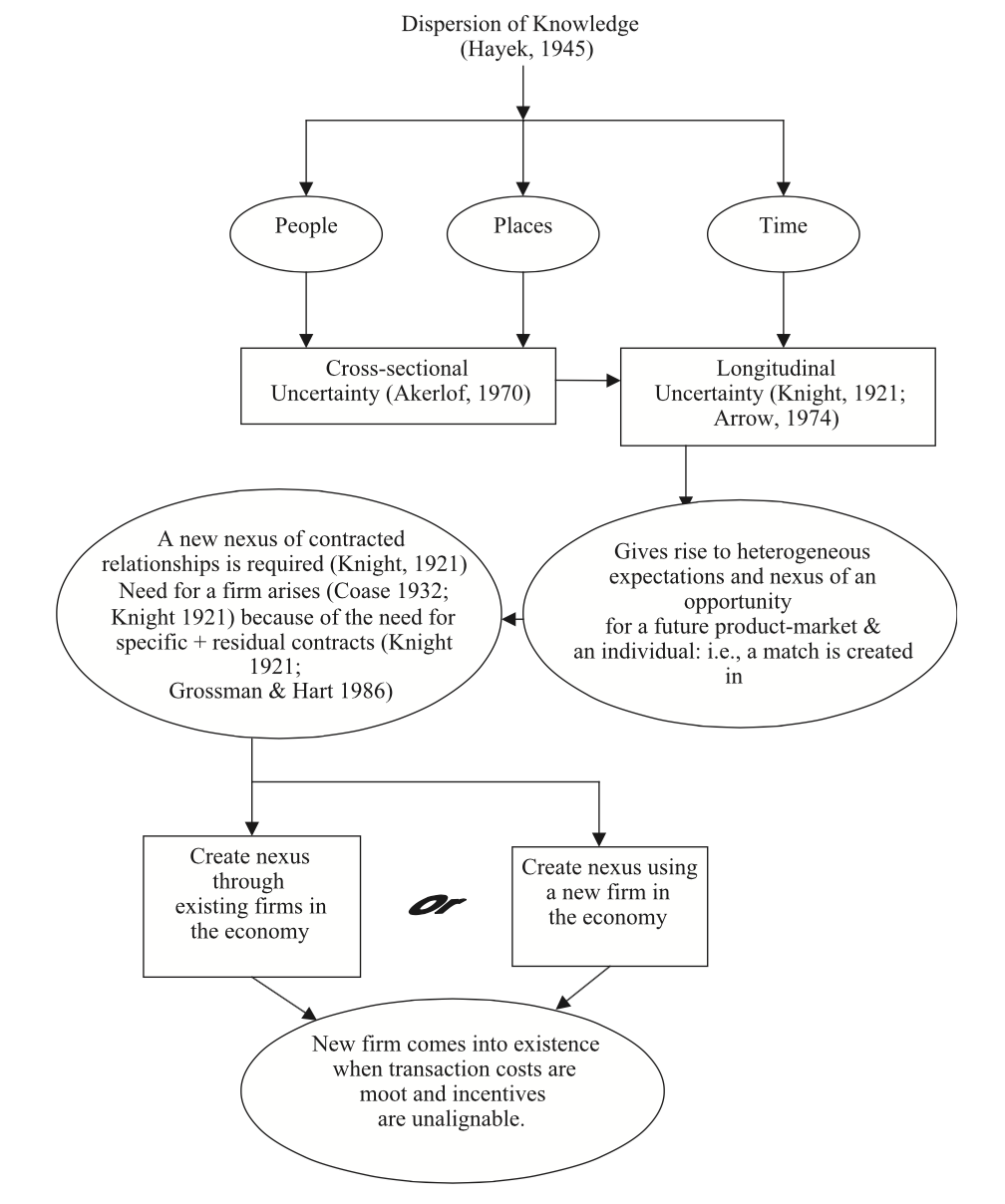

## Características principais
Friedrich Hayek afirmou que "o conhecimento disperso é essencialmente disperso e não pode ser reunido e transmitido a uma autoridade encarregada da tarefa de deliberadamente criar ordem".
Hoje, o melhor e mais abrangente livro sobre conhecimento disperso é Knowledge and Decisions, de Thomas Sowell, que Hayek chamou de "o melhor livro sobre economia geral em muitos anos".

## Fenômenos
- "O conhecimento disperso dará origem a uma incerteza genuína, que exige a estrutura contratual que reconhecemos como uma empresa."
- "A dispersão do conhecimento e a genuína incerteza contribuem para a heterogeneidade de expectativas que devem existir para que um ou mais indivíduos explorem o potencial da estrutura contratual da empresa."
- "Dispersão de conhecimento, incerteza genuína e expectativas heterogêneas dão origem ao nexo do indivíduo empreendedor e a oportunidade de descobrir, criar e explorar novos mercados".[7]

## Complementos
1. Grandes números: grandes números têm um grande impacto nas ações em termos de dois aspectos. Por um lado, haverá um aumento no tempo e outros requisitos de recursos. Por outro lado, atores com recursos cognitivos limitados perderão a visão geral.
2. Assimetrias: assimetrias têm um efeito de dois lados. Em primeiro lugar, as assimetrias permitem mais possibilidades de aprendizagem e desenvolvimento de competências. Em segundo lugar, as assimetrias "aumentam as diferenças entre estruturas interpretativas e o perfil de conhecimento e competência dos diferentes atores, dificultando assim a integração".
3. Incerteza: A incerteza é definida como um dos impulsionadores do conhecimento disperso que pode dar origem a problemas de gerenciamento.[8]

## Incerteza
O conhecimento disperso dará origem a incertezas que levarão a diferentes tipos de resultados:
- 1 O conhecimento disperso provoca diferentes opiniões e fontes nas organizações cooperadas e traz criatividade.

Richard LeFauve destaca as vantagens da estrutura organizacional nas empresas:
"Antes, se tivéssemos uma decisão difícil, teríamos duas ou três perspectivas diferentes, com forte apoio de todos os três. Em uma organização tradicional, o chefe decide depois de ouvir as três alternativas. Em Saturno, gastamos tempo para resolver isso, e o que geralmente acontece é que você acaba com uma quarta resposta que nenhuma das porções tinha em primeiro lugar. mas uma que todas as três partes da organização apoiam totalmente (AutoWeeR, 8 de outubro de 1990, p. 20). "
As empresas devem pensar muito sobre o conhecimento disperso e fazer ajustes para atender às demandas.
- 2 O conhecimento disperso causa problemas de gerenciamento ao mesmo tempo.

Tsoukas declarou:
"O conhecimento de uma empresa é distribuído, não apenas no sentido computacional ... ou no sentido de Hayek (1945, p. 521) de que o conhecimento factual das circunstâncias particulares de tempo e lugar não pode ser pesquisado como um todo. Mas, mais radicalmente, o conhecimento de uma empresa é distribuído no sentido de que é inerentemente indeterminado: ninguém sabe de antemão o que esse conhecimento é ou precisa ser. As empresas enfrentam uma incerteza radical: elas não sabem o que precisam saber.

## Estratégias
Existem várias estratégias visando os problemas causados pelo conhecimento disperso.
Em primeiro lugar, substituir o conhecimento, obtendo acesso ao conhecimento, pode ser uma das estratégias.
Além do mais, a capacidade de completar o conhecimento incompleto pode lidar com as lacunas de conhecimento criadas pelo conhecimento disperso.
Além disso, fazer um desenho de instituições com mecanismos de coordenação razoáveis pode ser considerado como a terceira estratégia.
Além disso, a resolução de unidades organizacionais em unidades menores deve ser levada em consideração.
Por último, mas não menos importante, fornecer mais dados ao decisor será útil para tomar uma decisão correta.